# Donnacha Dennehy

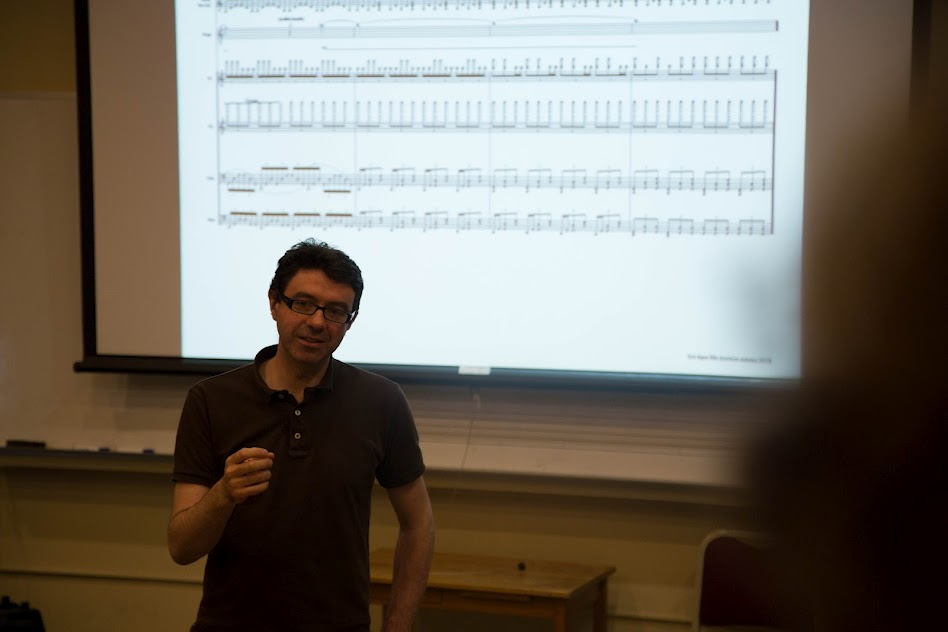
Donnacha Dennehy op het Mizzou International Composers Festival van 2012

Donnacha Dennehy (Dublin 17 augustus 1970) is een Iers componist en muziekleraar. Hij is getrouwd met Sophie Elbrick en heeft een zoon, Milo (Dublin 6 november 2003). 

## Biografie
Hij studeerde muziek aan het Trinity College in Dublin en later aan de Universiteit van Illinois te Urbana-Champaign bij Salvatore Martiano en William Brooks. Zijn muziek is in te delen als post-minimal music, maar ook elektronische muziek; hij schuwt het gebruik van moderne middelen en tape niet.
Zijn muziek wordt in de regionen van de nieuwe muziek breed gewaardeerd blijkt uit recensies in de New York Times "viscerally thrilling" , De Volkskrant "spectaculair" en Journal of Music in Ireland "gripping".    
Inmiddels geeft Dennehy zelf les aan het Trinity College en is lid van Aosdána, een kunstenaarsacademie gesponsord door de Ierse regering. Aan NMC Recordings de eer om de eerste compact disc uit te brengen met opnamen van zijn werken. In 2007 is Dennehy bezig te werken aan zijn eerste opera. Bijna al zijn werken worden inmiddels in opdracht gecomponeerd.

## Oeuvre (selectief)
1997: Junk Box Fraud, een compositie voor twee stemmen (een met rood en een met blauw kapsel), klarinet, trombone, twee pianos, en elektronica (video ad libidum); het werk is geschreven voor het Crash Ensemble en het Crash Ensemble is opgericht om deze muziek te vertolken. Het lijkt te gaan over de procedures in de computer zelf. De zangers vertolken om beurten aanslagen op het toetsenbord en de gevolgen die dat hebben. De compositie begint met de tekst Plug your head in; het laatste woord: Off
2002:Glamour Sleeper en 2003 Streetwalker zijn werken die sterk op elkaar lijken door het sterke ritmische gehalte van de beide composities (vroege muziek van Steve Reich dringt zich op);
2001: pAt voor piano and tape; dit werk (ook sterk ritmisch) is een verhaal van een DJ; de pianist en tape  zijn gedwongen zich te houden aan de tempi die de DJ aankondigt. De compositie begint met 26.400 BPM (Beats per minut), dat overeenkomt met de hoeveelheid trillingen (440 Hz) van de toon "A". De hoogte van de muziek en het tempo waarin die gespeeld wordt is daarna afhankelijk van de aankondigingen (op tape) van de spreker. De aankondiging van de hoeveelheid BPM moet met een korreltje zout genomen worden; het is meer een indictaie dam dat het juiste aantal slagen of Hertz gehaald wordt.
2003:Paddy, een uitgeschreven percussiesolo, in principe voor een eenmanssolo, maar het personeel kan al naargelang wenselijk uitgebreid worden;
2005: Elastic Harmonic, "zijn vioolconcert"
en verder:
- Stainless staining;
- The Vandal ‘O voor orkest
- Hive voor orkest
- (2007);Grá Agus Bás voor zangeres